# كلارنس إدموند بينيت
كلارنس إدموند بينيت (بالإنجليزية: Clarence Edmund Bennett)‏ هو ضابط أمريكي، ولد في 1833 في نيويورك في الولايات المتحدة، وتوفي في 1902 في Fort McPherson ‏ في الولايات المتحدة.